# Championnats de Yougoslavie de cyclo-cross
Les championnats de Yougoslavie de cyclo-cross sont des compétitions de cyclo-cross qui étaient organisées afin de décerner les titres de champion de Yougoslavie de cyclo-cross, avant l'éclatement du pays en sept pays et régions autonomes.

## Palmarès masculin

### Élites
- 1971 : Cvitko Bilić
- 2000 : Mikoš Rnjaković
- 2001 : Mikoš Rnjaković

### Espoirs
- 2000 : Srecko Milijanovic
- 2001 : Nenad Velicic